# Deutsch-grenadische Beziehungen
Die Deutsch-grenadischen Beziehungen sind das zwischenstaatliche Verhältnis zwischen Deutschland und Grenada. Die diplomatischen Beziehungen werden von dem Auswärtigen Amt als "eng und freundschaftlich" bezeichnet. Eine erfolgreiche Kooperation beide Länder besteht besonders im Bereich der Klimapolitik. Zuständig für die diplomatischen Beziehungen mit dem Land ist die deutsche Botschaft in Port of Spain (Trinidad und Tobago). Zusätzlich ist ein deutscher Honorarkonsul auf Grenada tätig. Vonseiten Grenadas ist die Botschaft des Karibikstaats in London mit der Pflege der Beziehungen zu Deutschland betraut.
Der deutsche Seefahrer Jens Jacob Eschels kam 1781 in Grenada an. Während des Zweiten Weltkriegs versenkte das deutsche U-Boot U 155 das amerikanische Frachtschiff der Standard Oil and Transportation Company  im Mai 1942. Diplomatische Beziehungen zwischen Grenada und der BRD wurden 1974 aufgenommen. Fünf Jahre später wurden auch Beziehungen zur DDR etabliert und unter dem sozialistischen Premierminister Maurice Bishop waren diese kurzzeitig sehr eng. So besuchte Bishop gemeinsam mit seinem Außenminister Unison Whiteman 1982 die DDR. Die Operation Urgent Fury der USA zur Absetzung der grenadischen Putschistenregierung im Oktober 1984 sorgte auch in Deutschland für Aufmerksamkeit und wurde in der Presse kontrovers diskutiert. 2013 unterzeichneten Deutschland und Grenada ein Abkommen zum Austausch von Steuerinformationen.
2024 lagen die deutschen Warenexporte nach Grenada bei 4,9 Millionen Euro und die Importe aus dem Land bei lediglich 1,0 Millionen Euro. In der Rangliste der deutschen Handelspartner nahm Grenada damit Rang 190 ein. Einige Reisende aus Deutschland besuchen zudem die Insel. Grenada ist der einzige Staat in der Ostkaribik, mit dem eine bilaterale Entwicklungszusammenarbeit mit Deutschland besteht, wobei Deutschland das Land bei der Verbesserung der Klimaresilienz im Wassersektor unterstützt. Über die Zusammenarbeit mit der Karibischen Gemeinschaft kommt Grenada zudem zusätzliche deutsche Entwicklungshilfe zugute.